# In de Rue des Bouchers
In de Rue des Bouchers is een Nederlandstalig liedje van de Belgische artiest Johan Verminnen uit 1979. Het gaat over de Beenhouwersstraat en is gezongen in het Brussels. De B-kant van deze single was het liedje P'tits Oiseaux.
Het is de Brusselse volkszanger Jan De Baets (1866-1953) die de tekst van In de Rue des Bouchers schreef. Hij zong het lied in de jaren 20 (of zelfs rond de eeuwwisseling) op muziek van Hendrik van Luck (1874-1956). Over het aantal coupletten bestaat enige onduidelijkheid. De bladmuziek uit het interbellum telde er zeven, een liedbundel uit 1936 acht, en sommigen gewagen op onduidelijke gronden van vijftien strofes. In de beste reconstructie, waarvan de zesde en achtste coupletten niet overgenomen zijn door Verminnen, luidt het over de Beenhouwersstraat:
 't Es de stroet par excellence
Van d'artiste zonder cense
In de port'monné!
Da komt kloege, da komt poeffe,
Da komt zoeipe, da komt stoeffe
In de rue des Bouchers!
In 1975 werd "In de Rue des Bouchers" geïnterpreteerd door de Brusselse groep "d' Oillestroat" bestaande uit Philippe Smeyers, Alain Smeyers, Luc Laurent en Luc Leenders. De toenmalige BRT omroep Vlaams-Brabant maakte hiervan een studio opname, alsook van een tiental andere in het Brussels dialect gezongen liedjes. Deze werden uitgezonden in het programma In't lieg plafon van 1975 tot 1977.  In't lieg plafon was een Vlaams radioprogramma dat van 1973 tot 1977 werd uitgezonden op de regionale radiozender Omroep Brabant (Vlaanderen) van Radio 2 (Vlaanderen).

## Meewerkende artiesten
Producer
Jean Kluger
Muzikanten
- Johan Verminnen (zang)
- Firmin Timmermans (drums)
- Big Bill (Backing vocals)
- Jean Blaute (Accordeon en backing vocals)
- Jean-Marie Aerts (Gitaar)
- Roland Van Campenhout (Backing vocals, mondharmonica)
- Tars Lootens (Piano)